# Barnabé
Pour les articles homonymes, voir Barnabé (homonymie).
Joseph, surnommé Barnabé ou Barnabas, est un juif, lévite dont l'action est liée à l'île de Chypre (Ac 4,36). Il tient une place importante dans les Actes des Apôtres, comme étant celui qui introduisit saint Paul auprès des apôtres à Jérusalem (Ac 9,27) et plus tard auprès des chrétiens d'Antioche. Il fut son premier compagnon de voyage et son chef de mission, avant leur séparation conflictuelle à cause de Marc.
Il est mentionné dans les Actes des Apôtres au chapitre 15, au sujet du concile de Jérusalem.
Bien qu'il ne soit pas l'un des douze Apôtres, l'Église catholique et l’Église orthodoxe lui donnent le titre d'apôtre, comme à Paul. Il figure dans les listes de saints et est liturgiquement commémoré le 11 juin.

## Éléments biographiques

### Sources bibliques
Barnabé ne faisait pas partie du groupe des Douze. Par exception, les Actes des Apôtres lui attribuent le titre d'apôtre au sens large, comme à Paul, cf. Ac 14,14 : « Informés de la chose, les apôtres Barnabé et Paul déchirèrent leurs vêtements… ».
D'après le Nouveau Testament, Barnabé était l'oncle ou le cousin de Marc — assimilé soit à Marc l’Évangéliste soit à Jean Marc —, fils d'une Marie (Actes 12,12 et Col 4,10). Conformément aux règles de l'Église primitive à Jérusalem, il vendit un champ dont il mit le montant de la vente à la disposition des apôtres (Ac 4,36-37). Selon Clément d'Alexandrie, il faisait partie des septante disciples de Jésus.
Barnabé est le chef de mission du premier voyage missionnaire dans lequel Paul et Marc l’accompagnent. Il est mentionné dans les Actes au chapitre 15, lors du concile de Jérusalem.

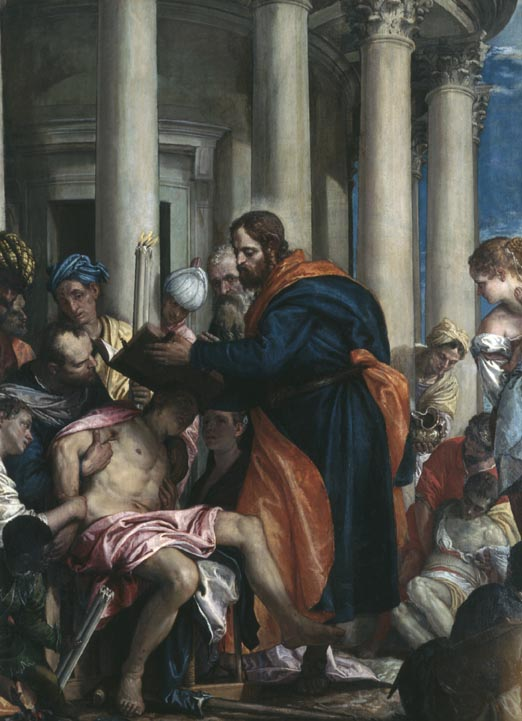
Saint Barnabé soignant les pauvres, par Véronèse, musée des Beaux-Arts de Rouen.

Paul et Barnabé connurent un désaccord au sujet de la composition de leur équipe, lors du deuxième voyage apostolique de Paul. Barnabé voulait emmener Marc, contrairement à l'avis de Paul. Ils se séparèrent donc et formèrent deux équipes. Paul et Silas partirent pour la Lycaonie, tandis que Barnabé et Marc s'en allèrent évangéliser Chypre (Ac 15,36-40).
Barnabas est également cité dans la Première épître aux Corinthiens (9,6-12) et dans l'Épître aux Galates (2,11-13).
Là s'arrêtent les données fondées sur des documents remontant au Ier siècle. La suite repose sur des traditions plus tardives.
Barnabé se serait rendu dans l'île de Chypre pour l'évangéliser. Il y serait mort martyrisé près de Salamine, non loin de l'actuelle Famagouste. La forme du martyre diverge selon les sources : pendaison ou crémation ou lapidation. Son tombeau, découvert sous l'empereur Zénon (Ve siècle), aurait contenu un exemplaire de l'Évangile de Matthieu. Tout proche de ce tombeau se situe le monastère Saint Barnabé.

### Étymologie du surnom de Barnabé
Le nom français Barnabé vient du grec Βαρνάβας (Barnabas), qui est lui-même une transcription.
Selon les Actes des Apôtres (4,36), le nom de Barnabé vient du surnom que lui ont donné les Douze, qui l'ont appelé « Barnabas », en donnant à ce nom son équivalent grec : υἱὸς παρακλήσεως, huios paraklēseōs, expression qui signifie « fils d’encouragement » ou « fils de consolation ». Cette étymologie suggère une origine araméenne : בר נחמה, bar neḥmā ou bar nehama, ce qui signifie « fils (de) consolation ». Une autre hypothèse propose le mot hébreu nabī (נביא, araméen nebī), qui signifie « prophète ». Dans tous les cas, le s final est une hellénisation habituelle pour un nom propre masculin au nominatif.

## Barnabé dans les Actes des Apôtres
Les Actes des Apôtres évoquent Barnabé principalement lorsque Paul de Tarse se trouve avec lui.

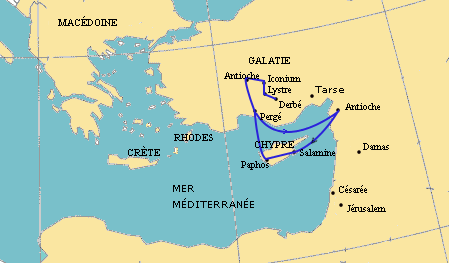
Carte du premier voyage missionnaire.

Le texte occidental, tel qu'attesté notamment par le Codex Bezae, identifie Joseph Barnabas (c'est-à-dire Barnabé) à Joseph Barsabas (Ac 1,23).
Avant même l'apparition de Paul dans le récit, Barnabé est mentionné comme exemple de piété et de la communauté de biens de l'Église primitive, puisqu'il vend son champ pour en apporter le prix aux pieds des apôtres (4,36-37). Il se trouve donc à Jérusalem lorsque Saul y revient après un séjour de « trois ans en Arabie » (c'est-à-dire la Nabatène). C'est lui qui « amena [Paul] aux apôtres et leur raconta comment, sur le chemin, Saul avait vu le Seigneur (Jésus), qui lui avait parlé, et avec quelle assurance il avait prêché à Damas au nom de Jésus (Ac 9,27) ».
Quelques années plus tard, Barnabé est « député à Antioche » par l'Église de Jérusalem (Ac 11,22). Il va alors chercher Saul à Tarse et l'introduit dans la communauté d'Antioche (Ac 11,25-26), capitale de la Province romaine de Syrie.

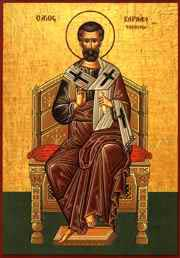
Icône byzantine de saint Barnabé, fin du XIVe siècle.

Plus d'une année après, Barnabé dirige une mission d'évangélisation accompagné de deux auxiliaires, Marc (son cousin, probablement Marc l'évangéliste) et Paul. Ils embarquent à Séleucie et se rendent à Chypre. De là, ils embarquent pour retourner sur le continent, puis se rendent directement à « Pergé, en Pamphylie (Ac 13,13) ».
Marc retourne alors à Jérusalem et Barnabé assisté de Paul effectue ce que la tradition chrétienne appelle le premier voyage missionnaire de Paul (premier voyage estimé de 45 à 49), au cours duquel ils se rendent dans de nombreuses villes.
De retour à Antioche, la communauté de cette ville les envoie avec « quelques autres » à Jérusalem « auprès des apôtres et des anciens pour traiter [du] litige [né au sujet du caractère obligatoire ou non de la circoncision (Ac 15,3) ». Ils assistent au Concile de Jérusalem.
Étant à nouveau retournés à Antioche, Paul et Barnabé se séparent de façon conflictuelle (Ac 15,37-39), à cause de l'attitude à adopter face à Marc. Après cette séparation, Barnabé disparaît définitivement des Actes des Apôtres. Son étape suivante est à nouveau l'île de Chypre, vers laquelle il se dirige, accompagné de Marc (Ac 15,39), alors que Paul quitte Antioche.

## Barnabé dans le roman pseudo-clémentin
Les écrits pseudo-clémentins n'associent pas Barnabé à Chypre mais à deux autres lieux :
- Les Reconnaissances indiquent que le « négociant en toiles », anonyme dans les Homélies, qui convainc le futur évêque Clément à Rome en lui exposant « la doctrine de l'unité divine », est en fait Barnabé[7].
- Les Homélies associent Barnabé à Alexandrie où il réside lorsque le futur évêque Clément le rencontre alors qu'il arrive de Rome[8].

Hormis le lieu de rencontre, les deux récits sont quasiment parallèles. Or, selon l'opinion majoritaire des chercheurs actuels, les deux formes du roman pseudo-clémentin dépendent d'un « écrit de base » dont la reconstruction ne fait pas consensus au sein de la communauté scientifique, au point que l'existence même de cet écrit de base est encore soumise à discussion. La question de savoir la version alexandrine ou la version romaine de la mission de Barnabé est celle présente dans cet écrit de base ne fait pas non plus l'objet de consensus.
La fonction principale de Barnabé dans le roman est de servir d'intermédiaire entre Clément et Pierre, présentant le premier au second, comme dans les Actes des apôtres il introduit Paul auprès des apôtres. En outre Barnabé présente dans le roman pseudo-clémentin, par son opposition à des philosophes païens, des similitudes avec la figure de Paul dans les Actes. Au bout du compte, Clément et Barnabé permettent au rédacteur du roman pseudo-clémentin « d'éliminer » Paul comme figure majeure du christianisme primitif, ce qui constitue une marque supplémentaire de son anti-paulinisme.

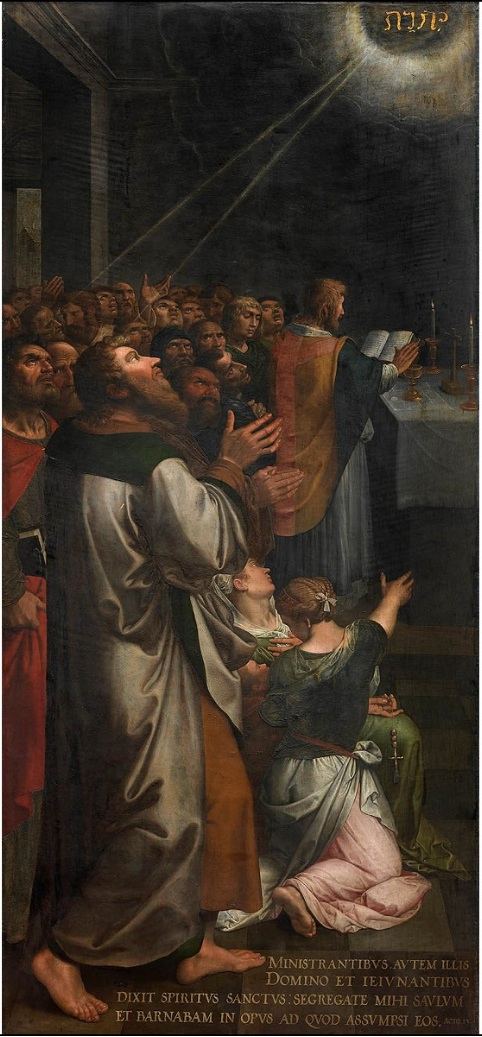
Paul et Barnabé, appelés à l'apostolat par le Saint-Esprit, Ambrosius Francken I (XVII), musée royal des Beaux-Arts d'Anvers, Belgique.

Ainsi le roman pseudo-clémentin se distingue des Actes des Apôtres sur deux points majeurs : il ne relie pas Barnabé à Paul et ne le lie pas à Chypre.

## Œuvres attribuées à Barnabé
Selon le De Pudicitia de Tertullien (20), Barnabé serait l'auteur de l’Épître aux Hébreux, théorie aujourd'hui abandonnée.
Il est parfois associé à l’Épître de Barnabé. Les exégètes modernes estiment plus probable que cette épître ait été écrite à Alexandrie dans les années 130. Le texte de cette épître ne permet pas d'identifier son auteur comme le Barnabé du Nouveau Testament. Un seul manuscrit, tardif, associe explicitement le Barnabé de cette épître avec le Barnabé compagnon de Paul, alors que le texte lui-même ne sous-entend pas une telle association.
L'original de l'Évangile de Barnabé est perdu. Il existe un Évangile de Barnabé beaucoup plus tardif, parfois attribué aux musulmans bien que ces derniers le rejettent et ne reconnaissent pas son authenticité : il contredit les récits du Coran et l'histoire de Maryam (la mère de Jésus-Îsâ) telle qu'elle est relatée dans la tradition musulmane.

## Œuvres relatives à Barnabé

### Tradition chypriote
- Il existe des Actes de Barnabé, relatant sa vie et son martyre, un apocryphe rédigé au Ve siècle, par l'Église de Chypre à la suite de l'obtention de son autocéphalie. Le texte vise à défendre l'apostolicité de l'île.

- Il existe une Louange de Barnabé écrite par Alexandre de Chypre au VIe siècle, visant à défendre l'autocéphalie  Chypriote[15].

### Tradition milanaise
Les listes d'apôtres et de disciples du Pseudo-Épiphane et du Pseudo-Dorothée mentionnent dès le VIIIe – IXe siècles un rattachement de Barnabé à Milan, dont l'origine est mal expliquée dans des listes d'origine byzantines. L'Histoire Datiana ou Liber de situ civitatis Mediolanensis, un texte du XIe siècle, rapporte en détail un séjour milanais de Barnabé. Or l'époque de rédaction correspond à une période de conflit entre Milan, Venise et Aquilée pour la domination ecclésiastique en Italie du Nord, contre la suprématie de l'Église de Rome. Ainsi, comme pour les textes de la tradition chypriote, il existe une corrélation étroite entre lutte ecclésiale et textes relatifs à Barnabé.
Il existe plusieurs textes hagiographiques en latin reprenant ce sujet, pas ou partiellement édités (BHL 988-990).

### Sources primaires
Voir les bibliographies dans :
- Actes de Barnabé
- Évangile de Barnabé
- Épître de Barnabé

### Études

#### Sur la figure historique
- (de) Öhler, Markus, Barnabas : Die historische Person und ihre Rezeption in der Apostelgeschichte (Wissenschaftliche Untersuchungen zum Neuen Testament156), Tübingen : Mohr Siebeck, 2003

#### Sur la figure littéraire
- Starowieyski, Marek « La légende de Saint Barnabé » dans F. Amsler et al., Nouvelles intrigues pseudo-clémentines - Plots in the Pseudo-Clementine Romance : Actes du deuxième colloque international sur la littérature apocryphe chrétienne, Lausanne - Genève, 30 août - 2 septembre 2006 (Publications de l'Institut Romand des Sciences Bibliques 6), Prahins : Éditions du Zèbre, 2006, p. 135-148.
- (it) Tomea, Paolo, Tradizione apostolica e coscienza cittadina a Milano nel medioevo : La leggenda di san Barnaba, Milan : Vita e Pensiero, 1993.
- (en) Verheyden, Joseph, « Presenting Minor Character in the Pseudo-Clementine Novels : the Case of Barnabas » dans F. Amsler et al., Nouvelles intrigues pseudo-clémentines - Plots in the Pseudo-Clementine Romance : Actes du deuxième colloque international sur la littérature apocryphe chrétienne, Lausanne - Genève, 30 août - 2 septembre 2006 (Publications de l'Institut Romand des Sciences Bibliques 6), Prahins : Éditions du Zèbre, 2006, p. 249-257.